# Omar (Wirginia Zachodnia)
Omar – jednostka osadnicza w Stanach Zjednoczonych, w stanie Wirginia Zachodnia, w hrabstwie Logan.